# 茨木市立中条小学校
茨木市立中条小学校（いばらきしりつ ちゅうじょう しょうがっこう）は、大阪府茨木市にある公立小学校。

## 沿革
- 1953年4月1日 - 茨木市立茨木第二小学校として設置
- 1953年4月17日 - 開校式挙行、校名を茨木市立中条小学校と改める
- 1973年4月1日 - 茨木市立天王小学校へ大字奈良が分離
- 1979年4月1日 - 養護学級設置
- 1982年4月4日 - 茨木市立東奈良小学校へ小川町、若草町、奈良町の一部が分離
- 1983年9月30日 - 交通安全優良校として大阪府警より受賞
- 2000年4月1日 - 文部省生徒指導総合連携推進事業指定

## 通学区域
- 茨木市 駅前1～4丁目、西中条町、下中条町、東中条町、岩倉町、新中条町、奈良町（一部を除く）

卒業生は基本的に茨木市立養精中学校へ進学する。

## 出身者
- 嘉門達夫（ミュージシャン）

## 交通
- JR西日本東海道本線茨木駅から南東へ徒歩約10分
- 阪急京都線茨木市駅から南西へ徒歩約15分
- 阪急京都線・大阪モノレール南茨木駅から北へ徒歩約10分